# رقب (المهرة)

تعديل مصدري - تعديل

رقب هي إحدى قرى عزلة جاذب بمديرية حوف التابعة لمحافظة المهرة، بلغ تعداد سكانها 22 نسمة حسب تعداد اليمن لعام 2004.